# 峪口圣母庙
峪口圣母庙，位于山西省吕梁市汾阳市峪道河镇峪口村，是中华人民共和国全国重点文物保护单位之一。
2004年6月10日公布为山西省文物保护单位。2019年10月7日公布为第八批全国重点文物保护单位。